# Florian Thauvin
Florian Thauvin   (Orleans, 26 de gener de 1993) és un futbolista francès, que juga com a centrecampista a l'Udinese Calcio de la Serie A d'Itàlia, i a la selecció francesa de futbol.
Thauvin va debutar com professional el 2011, sent jugador del Grenoble. Després de la liquidació d'aquest club a l'estiu, va ser contractat pel SC Bastia, que va guanyar la Ligue 2, ascendint a la Ligue 1 i sent nomenat jugador jove de l'any. El gener de 2013, el Lilla Olympique Sporting Club el va fitxar per 3,5 milions d'euros encara que va passar la resta de la temporada cedit al SC Bastia com a part de l'acord. Finalment, al setembre, i sense arribar a debutar amb el Lilla, va signar per l'Olympique de Marsella en un traspàs valorat en 15 milions d'euros. Va jugar 81 partits i va marcar 15 gols en dues temporades a l'Stade Vélodrome, abans que el Newcastle United el fitxés a canvi de 15 milions de lliures. No obstant això, no va triomfar al club anglès, pel que va tornar a l'Olympique de Marsella el gener de 2016 en una cessió de temporada i mitja. L'estiu de 2017, el club francès va pagar 11 milions d'euros per quedar-se al jugador en propietat.